# Béla IV van Hongarije
Béla IV (29 november 1206 – Margaretha-eiland (bij Boeda), 3 mei 1270) was koning van Hongarije van 1235 tot 1270 en afkomstig uit het huis van Árpád.

## Jeugdperiode en familiebetrekkingen
Béla IV was de zoon van koning Andreas II van Hongarije en Gertrudis van Meranië. In 1213 werd zijn moeder vermoord door Hongaarse magnaten. Zijn vader wreekte de moord op koningin Gertrude niet, waardoor het aan Béla was om de moordenaars te vinden en te straffen. Deze campagne voltooide hij dertig jaar na haar dood.
In 1218 trouwde hij met Maria Laskarina van Byzantium (ong. 1206–1270), een dochter van keizer Theodorus I Lascaris en Anna Angelina. Uit dit huwelijk werden de volgende kinderen geboren:
- H. Cunegonda van Polen (1224 – 24 juli 1292), in 1999 heilig verklaard door de Rooms-Katholieke Kerk
- Margaretha (ca. 1225 – voor 1242)
- Anna van Hongarije (1226–1285), die huwde met prins Rostislav Mikhailovich en moeder werd van Cunigonde van Slavonië.
- Z. Helena van Silezië (1235 – 11 juni 1298)
- Elisabeth (1236–1271), die huwde met hertog Hendrik XIII van Beieren
- Stefanus V van Hongarije (1240 – 1 augustus 1272)
- H. Margaretha van Hongarije (1242 – 18 januari 1271). Zij is de naamgever van het Margaretha-eiland in de Donau.

Béla had in vergelijking met zijn vader een relatief goede reputatie als monarch. Hij bestuurde het rijk goed, en richtte zijn inspanningen vanaf zijn troonsbestijging op het bestrijden van corruptie en op het heroveren van rijksdelen die door zijn vader aan de magnaten waren gegeven.

## Mongoleninvasie
In 1238 kwamen Koemaanse stammen Hongarije binnen die op de vlucht waren voor de oprukkende Mongoolse hordes. Béla sloot een alliantie met de Koemanen, verleende hun asiel in het koninkrijk, en beloofde zijn zoon István aan de dochter van een Kumaanse khan met de naam Kuthen. De Koemanen (van origine een heidens sjamanistisch volk) bekeerden zich tot het christendom en werden gedoopt. Ze vochten zij aan zij met de Hongaren tegen de Mongolen.
Béla had weinig succes met zijn pogingen de kracht van de monarchie te herstellen en wist weinig verloren kroonlanden terug te krijgen. Zijn pogingen veroorzaakten een scheuring tussen de kroon en de magnaten juist op het moment dat de Mongolen naar het westen oprukten. Zich van het gevaar bewust, beval Béla de magnaten en lagere adel te mobiliseren. Slechts weinigen gaven gehoor aan het bevel. Béla stuurde ook berichten naar paus Gregorius IX en keizer Frederik II, maar zonder resultaat. De Mongolen vernietigden Béla's leger uiteindelijk bij de Slag bij Mohi op 11 april 1241. Zijn medestander Kuthen was juist voor de invasie vermoord in Pest door wantrouwende Hongaarse edelen.
Béla vluchtte naar Oostenrijk, waar hertog Frederik II van Oostenrijk hem gijzelde. Vervolgens vluchtte hij naar Trogir in Dalmatië. Daar kon hij ontkomen op een eiland. De Mongolen vernietigden de steden en dorpen van Hongarije en slachtten de helft van de bevolking af. Toen het nieuws in 1242 arriveerde dat de Grote Ögedei Khan op 11 december 1241 in Karakorum was overleden, trokken de Mongolen zich terug, waardoor Béla en wat er van zijn koninkrijk over was, gespaard werden.
Béla begon vervolgens zijn land opnieuw op te bouwen, waaronder een enorm project voor de bouw van een verdedigingssysteem met kastelen tegen de dreiging van een Mongoolse terugkeer. Dit gebeurde uiteindelijk in 1261 maar ditmaal had Béla succes en kon hen verslaan. Hij geniet groot respect in Hongarije en is algemeen bekend als "de tweede stichter" van het koninkrijk.

## Andere oorlogen
Béla ging tot het uiterste om de westelijke helft van Hongarije terug te veroveren, dat door Frederik II in bezit was genomen als beloning voor de assistentie die hij aan Béla zou verlenen in de eerste oorlog tegen de Mongolen. Deze assistentie kwam overigens nooit. Béla versloeg Frederik in 1246, waarbij zijn tegenstander omkwam toen hij door zijn eigen cavalerie onder de voet werd gelopen. Béla was tevens betrokken in een lang gevecht met Ottokar II van Bohemen om de controle over Oostenrijk en het hertogdom Stiermarken maar slaagde er niet in deze gebieden te veroveren. Hij moest regelmatig de grenzen van zijn rijk verdedigen, waaronder ook Dalmatië, Bosnië en Servië.
De slotjaren van Béla's heerschappij werden overschaduwd door de rebellie van zijn zoon Stefan. Béla werd uiteindelijk gedwongen zijn koninkrijk in tweeën te delen, waarbij Stefan zijn eigen hoofdstad koos en een buitenlandse politiek voerde die recht tegenover die van zijn vader stond.